# Sańba
Sańba – położona na wysokości 696 m n.p.m. przełęcz w Pieninach Czorsztyńskich pomiędzy ich główną granią a – położonym na północ od niej – Groniem Hałuszowskim (743 m). Jest to szerokie siodło znajdujące się na granicy porośniętej lasem w tym miejscu, grani Pienin Czorsztyńskich i pól uprawnych należących do miejscowości Hałuszowa. Dawniej przez przełęcz tę prowadziła uczęszczana droga z Hałuszowej do Sromowiec Wyżnych. Obecnie prowadzi tędy główny graniowy szlak pieniński.
Z przełęczy widoki na północną stronę: na Pasmo Lubania i Hałuszową. W lesie w okolicy tej przełęczy w 1632 mieszczanie krościeńscy zabili znienawidzonego urzędnika Macieja Przedwojewskiego: „zataiwszy się (...) tylko z szablą na koniu jadącego wraz z koniem pochwycili i srogo, haniebnie udawieli, kark i pacierze kolanami połamawszy”.
Przełęcz znajduje się w Pienińskim Parku Narodowym w granicach wsi Hałuszowa, w województwie małopolskim, w powiecie nowotarskim.

## Szlaki turystyczne
– z Czorsztyna przez Majerz, przełęcz Osice, Sańbę, Macelak na Przełęcz Szopka. 2:20 h, ↑ 2:10 h